# Bulbophyllum sutepense
Bulbophyllum sutepense är en orkidéart som först beskrevs av Robert Allen Rolfe och Dorothy Downie, och fick sitt nu gällande namn av Gunnar Seidenfaden och Tem Smitinand. Bulbophyllum sutepense ingår i släktet Bulbophyllum och familjen orkidéer. Inga underarter finns listade i Catalogue of Life.